# Coade-Stein
Coade-Stein ist eine dem Steinzeug ähnliche keramische Masse mit den Eigenschaften eines künstlichen Steins. Er wurde von Eleanor Coade (1733–1821) erfunden und von 1769 bis 1833 hergestellt und verkauft. Das Material diente der Serienfertigung von Fassadenteilen, dekorativen Skulpturen und Gartenschmuck im England des ausgehenden 18. und beginnenden 19. Jahrhunderts. Der Coade-Stein ist heute außer Gebrauch, da die Substanz durch den billigeren Portlandzement ersetzt wurde.

## Geschichte
Um der großen Nachfrage nach Fassadenschmuck vorwiegend für die Blankziegelbauten im London zur Zeit Georg III. nachkommen zu können, hatte Eleanor Coade einen harten und verwitterungsbeständigen Kunststein entwickelt. Das Rohmaterial konnte in Formen gegossen werden und erlaubte die Herstellung von Werkstücken von Ziegelsteingröße bis zu kompletten Standbildern. Insbesondere vorgefertigte Teile von Fenstergesimsen und Türeingängen zu erschwinglichen Preisen waren so stark gefragt, dass Eleanor Coade eine Fabrik, Coade’s Artificial Stone Company, gründete. Sie konnte mit berühmter Kundschaft wie dem Königshaus und Angehörigen des englischen Adels werben.
Trotz des großen Erfolgs der Firma im Londoner Stadtteil Lambeth, die in ihren Verkaufsräumen eine große Anzahl unterschiedlichster Schmuckelemente präsentierte, war es nach dem Tod der Firmengründerin im Jahr 1821 ihrer Tochter und ihren Verwandten nicht möglich, die Zukunft des Betriebes dauerhaft zu sichern. Die Firma war 1833 bankrott.

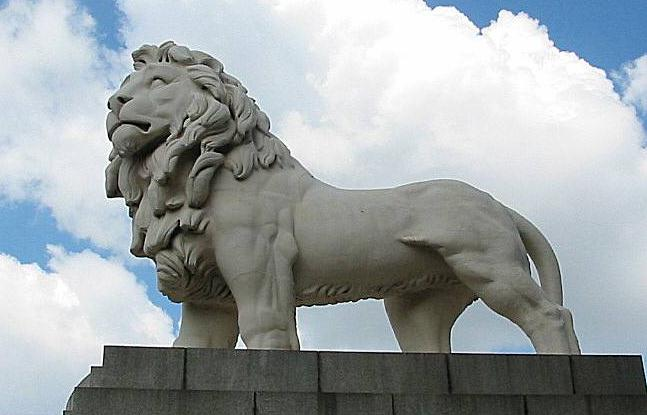
Der Red Lion auf der Westminster Bridge in London

## Herstellung und Zusammensetzung
Eleanor Coades Bezeichnung, die sich nicht durchsetzte, lautete Lithodipyra, ein aus griechischen Wortteilen zusammengesetztes Kunstwort („Stein-zwei-Feuer“). Die Farbe des Materials lag zwischen hellgrau und beige, die Oberfläche der fertigen Werkstücke wies einen matten Glanz auf. Der große Vorteil dieser Keramik lag in seiner Eigenschaft, leicht in große Formen auch mit stark strukturierten Oberflächen gegossen werden zu können. Die Formen konnten über lange Zeit wiederverwendet werden. Die harten und glatten Oberflächen waren darüber hinaus extrem verwitterungsfest und trotzten dem aggressiven Londoner Klima, das durch aus der Verbrennung von Steinkohle entstandenen Rauchgase stark verschmutzt war. Der Coade-Stein war in dieser Umgebung den meisten Natursteinen überlegen, deren Bearbeitung zudem zeitraubend und teuer war.
Entgegen der verbreiteten Meinung, die Rezeptur zur Herstellung des Rohstoffs für den Coade-Stein sei verloren, ist deren Zusammensetzung sehr wohl bekannt. Das Material, aus dem der Grünkörper hergestellt wurde, bestand aus
- 60–70 % Ton (aus Dorset und Devon),
- 10 % gemahlenem Kalk-Natron-Glas,
- 5–10 % gemahlenem Feuerstein,
- 5–10 % Quarz (zur Reduzierung des Schrumpfungsprozesses),
- 10 % gemahlenem Steinzeug als Magerung (aus Ausschussware gewonnen).

Die daraus bereitete Mischung wurde geknetet, zum Grünkörper geformt und in Brennöfen bei über 1100 Grad Celsius vier Tage lang gebrannt. Die Kunst der Herstellung bestand weniger in der Kenntnis der Rezeptur als den erforderlichen speziellen Fähigkeiten, deren Herstellung und den schwierigen Brennvorgang zu überwachen. Eleanor Coades Firma blieb daher der einzige erfolgreiche Hersteller dieses Kunststeins.

## Noch existierende Beispiele
Den Ergebnissen einer Recherche der BBC aus dem Jahre 2004 zufolge sollen weltweit noch 650 Einzelstücke beziehungsweise Gebäudefassaden aus Coade-Stein existieren. Das bekannteste Beispiel in Großbritannien ist der Red Lion („Roter Löwe“) von 1837 einer ehemaligen Londoner Brauerei. Die Skulptur befindet sich heute am Südende der Westminster Bridge in London.